# Dukeïta
La dukeïta és un mineral de la classe dels sulfats. Anomenat així en honor de la família i a la Universitat de Duke (Carolina del Nord; EUA). És el tercer cromat que es coneix amb bismut, després de la cromobismita i un altre cromat de bismut sense nom.

## Classificació
Segons la classificació de Nickel-Strunz, la dukeïta pertany a «07.DF - Sulfats (selenats, etc.) amb anions addicionals, amb H₂O, amb cations de mida mitjana i grans» juntament amb els següents minerals: uklonskovita, natrocalcita, metasideronatrita, sideronatrita, despujolsita, fleischerita, schaurteïta, mallestigita, slavikita, metavoltina, lannonita, vlodavetsita, peretaïta, gordaïta, clairita, arzrunita, elyïta, yecoraïta, riomariïta, caïnita i xocolatlita.

## Característiques
La dukeïta és un sulfat de fórmula química Bi243+Cr₈6+O57(OH)₆·3H₂O. Cristal·litza en el sistema trigonal. La seva duresa a l'escala de Mohs és 3 a 4.

## Estructura
L'estructura es basa en capes irregulars de polièdres de Biφn, on φ pot ser O, OH i H₂O. Les capes són paral·leles a (001), i s'enllacen entre si per tetraedres de cromat. Un dels grups cromat comparteix tots els vèrtexs amb els polièdres de bismut, mentre que els altres tres grups cromat només comparteixen tres vertexs.

## Formació i jaciments
Es va descriure en un espècimen de pucherita; apareix associada a schumacherita, pucherita, hechtsbergita i bismutita. Només s'ha descrit al Brasil i a França.